# Adoretops pexus
Adoretops pexus är en skalbaggsart som beskrevs av Zoubkov 1833. Adoretops pexus ingår i släktet Adoretops och familjen Melolonthidae. Inga underarter finns listade i Catalogue of Life.